# Oscar Jespers
Oscar Jespers (Borgerhout, 22 mei 1887 – Brussel, 1 december 1970) was een Vlaams-Belgische beeldhouwer.

## Leven en werk
Oscar Jespers werd geboren te Borgerhout, bij Antwerpen, als zoon van de beeldhouwer Emile Jespers. Vanaf 1900 volgde hij de vooropleiding aan de Koninklijke Academie voor Schone Kunsten in Antwerpen en van 1908 tot 1911 de vervolgopleiding beeldhouwen aan dezelfde academie.
Jespers vormde met zijn broer, beeldend kunstenaar Floris Jespers, kunstschilder Paul Joostens, dichter Paul van Ostaijen en anderen 'De Bond Zonder Verzegeld Papier', een genootschap van jonge modernistische kunstenaars in het Antwerpen van tijdens en na de Eerste Wereldoorlog. Ze werkten vaak samen. Zo creëerde Jespers het omslagontwerp, de houtsneden en het typografisch ontwerp voor Van Ostaijens dichtbundel Bezette stad (1921). Na de herbegrafenis van Van Ostaijen op het Schoonselhof te Antwerpen maakte Jespers in 1937 een grafmonument.
In de jaren 1920 hakte Jespers vooral beelden in marmer en aanverwante materialen in kubistische stijl, met een duidelijke Afrikaanse inspiratie. Uit deze periode stamt het wit natuurstenen Monument voor de gesneuvelden van de Eerste Wereldoorlog in Oostduinkerke. De vormen zijn hier echter vrij naturalistisch in vergelijking met andere beelden van de kunstenaar uit deze periode, zoals De kapmantel (KMSKA).

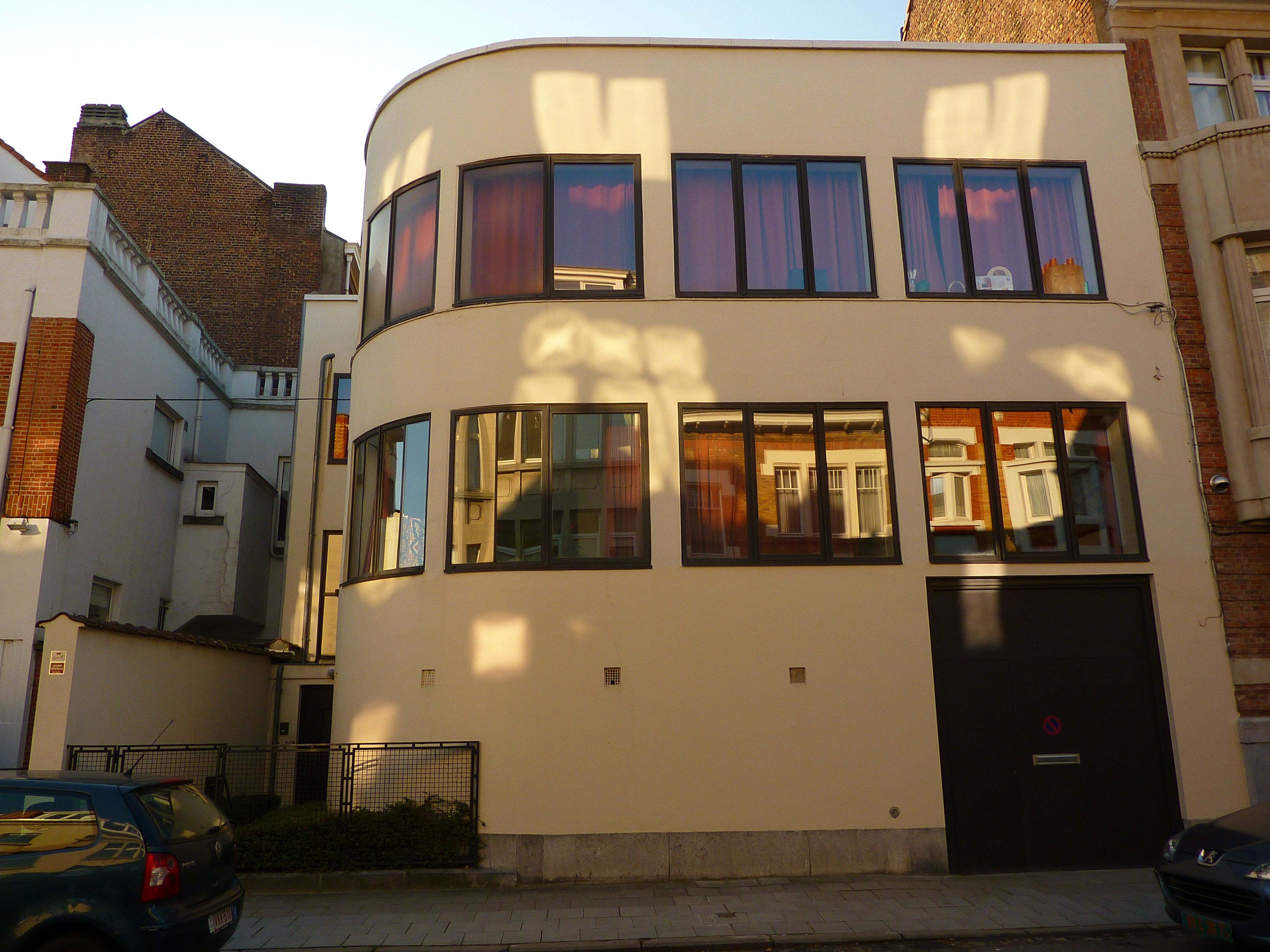
Woonhuis van de familie Jespers in Sint-Lambrechts-Woluwe

In 1925 maakte Oscar Jespers Perle fine, waarin we duidelijk de invloeden van het kubisme en van Frans beeldhouwer Constantin Brancusi terugvinden. In 1927 verhuisde hij met zijn vrouw Mia en hun dochtertje naar Brussel. In 1929 betrokken ze het door Victor Bourgeois voor hun ontworpen huis aan de Erfprinslaan 149 in Sint-Lambrechts-Woluwe, met een atelier en twee expositieruimten.
In de jaren 1930 werd zijn werk expressionistischer. Het werk Geboorte uit 1932 is te bezichtigen in het Antwerpse beeldenpark Openluchtmuseum voor beeldhouwkunst Middelheim. Vanaf het midden van de jaren dertig verliet hij steeds vaker steen als materiaal. Terracotta liet hem toe zijn modellen 'intiemer' voor te stellen en tegelijkertijd ook realistischer.
Na de Tweede Wereldoorlog legde hij zich toe op brons. Ook daarvan is een voorbeeld aanwezig in Park Middelheim: In de zon (1947).
Van 1949 tot 1956 doceerde Jespers aan de Jan van Eyck Academie in Maastricht. Hij was tevens verbonden aan de École nationale supérieure des arts visuels (ENSAV), voorheen de École nationale supérieure d'Architecture et des Arts Décoratifs (ENSAAD - la Cambre) in Brussel. Leerlingen van hem waren onder anderen Hanneke Mols-van Gool, Frans Gast, Vera van Hasselt, Margot Glebocki, Piet Killaars, Rob Stultiens, Ad Berntsen, Dries Engelen, Cor van Noorden, Maria Martins, Willy Anthoons, Reinhoud D'Haese, Theresia van der Pant en André Willequet.
In 1968 werd hij getroffen door een beroerte, waarna hij niet langer in staat was te werken. Twee jaar later overleed hij op 83-jarige leeftijd.

## Tentoonstellingen
- 1927: Hamburg, Kunsthalle, Europäische Kunst der Gegenwart, Zentenar-Austellung des Kunstvereins Hamburg (cat. 8-9)

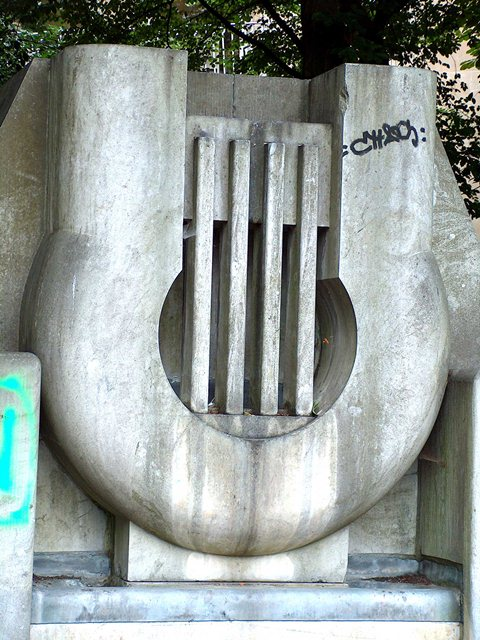
Monument voor Peter Benoit (1934), Antwerpen
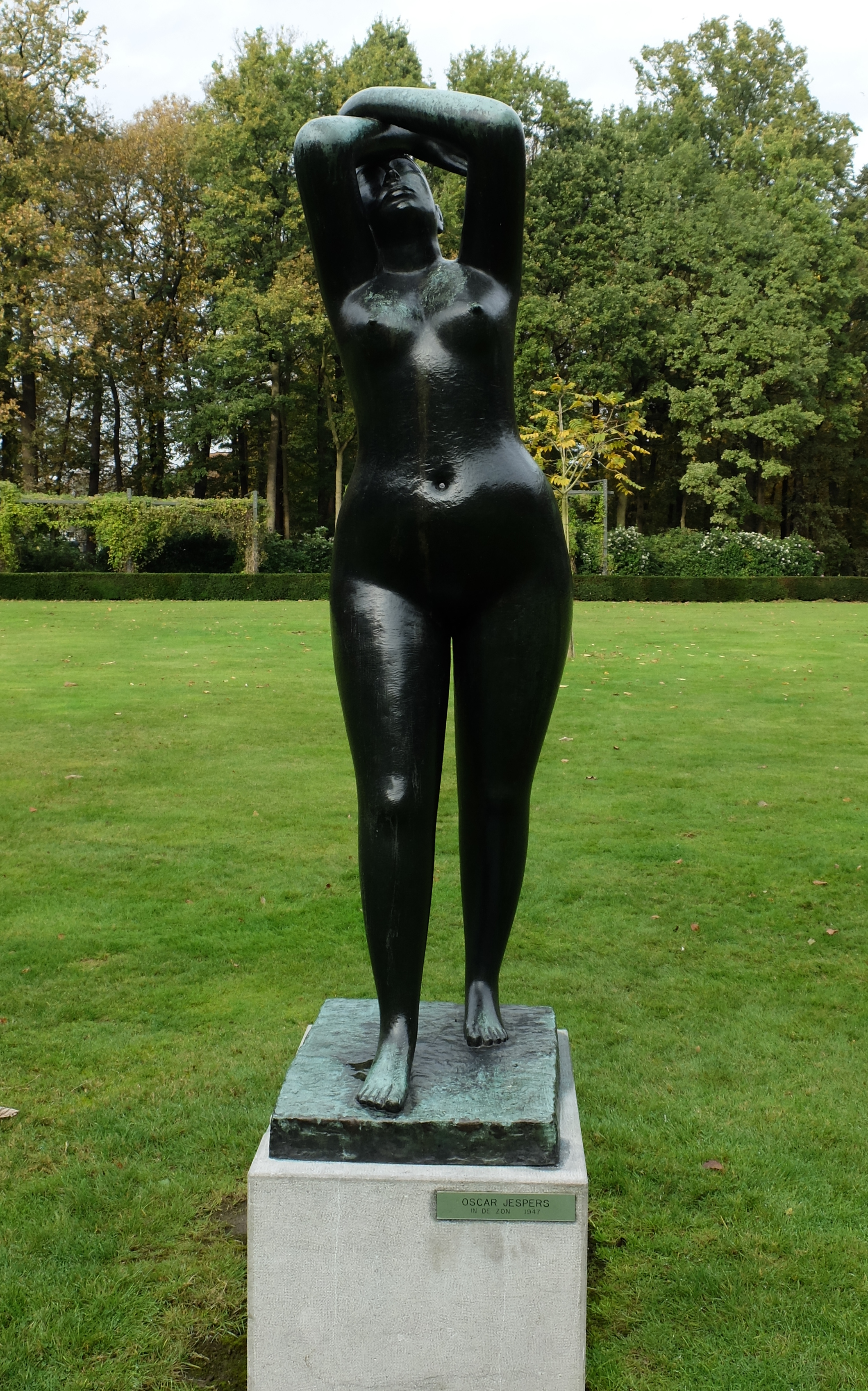
In de zon (1947), Antwerpen
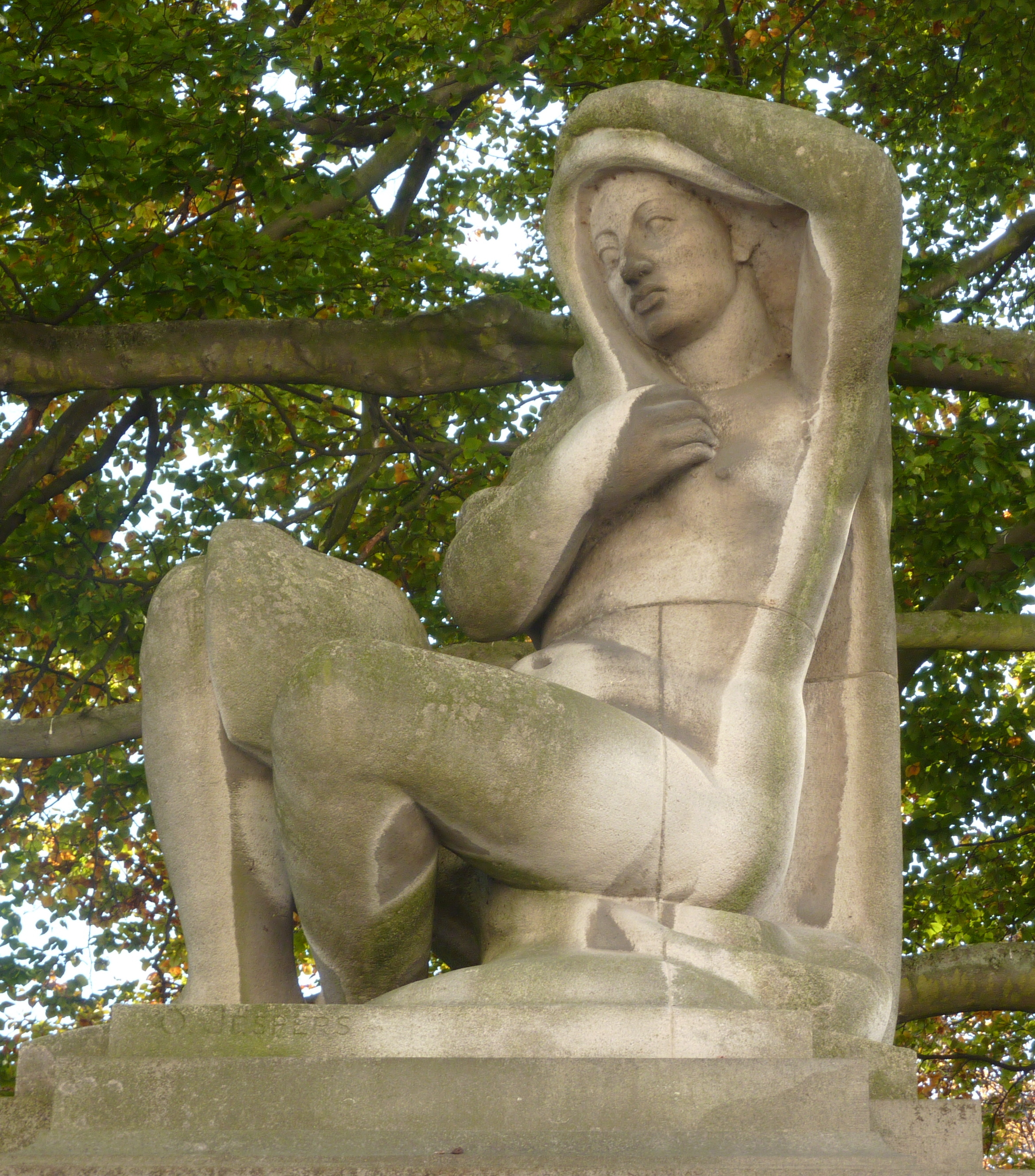
Winter (1950), Brussel
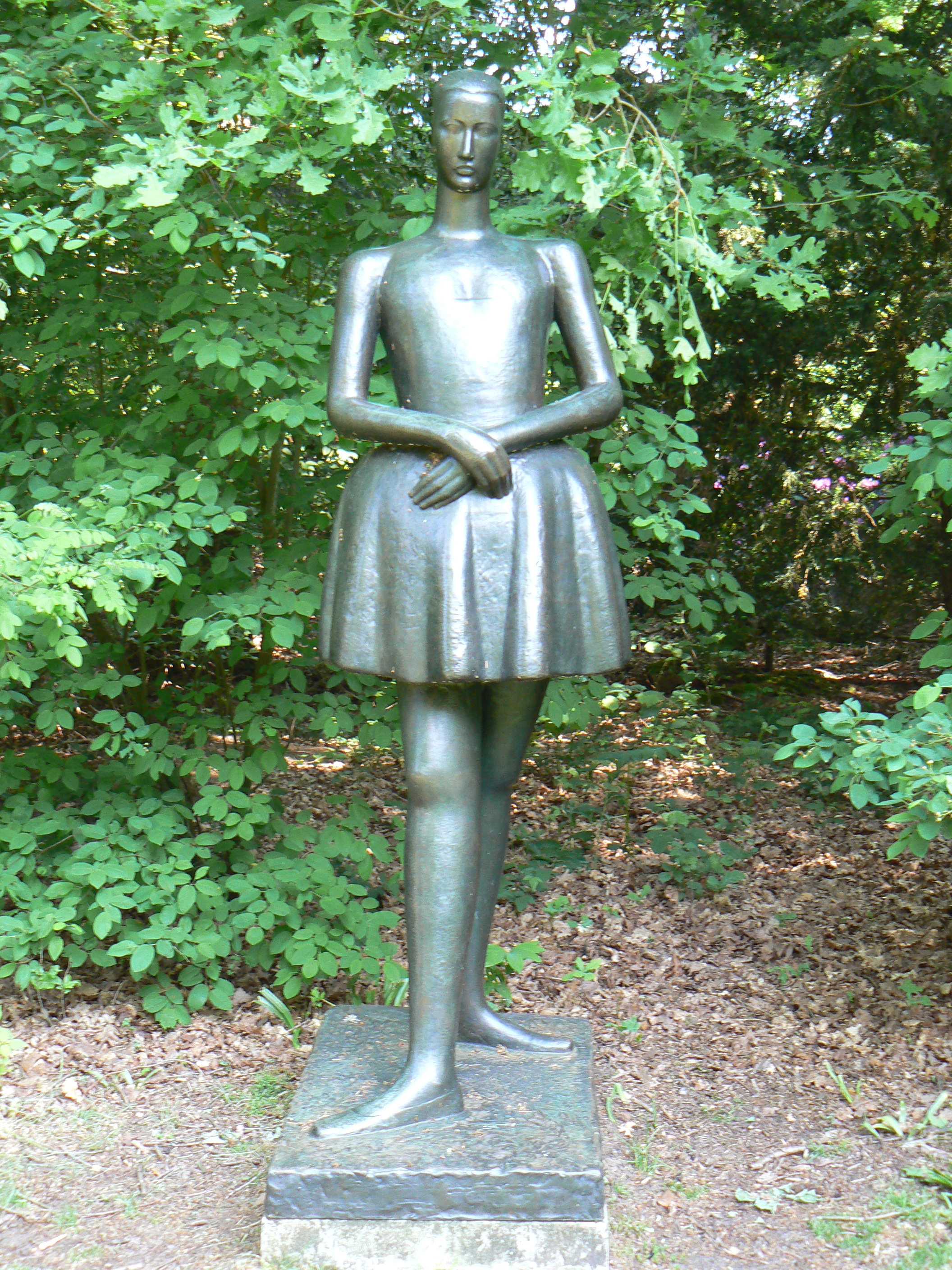
Danseres (1952/53), Otterlo
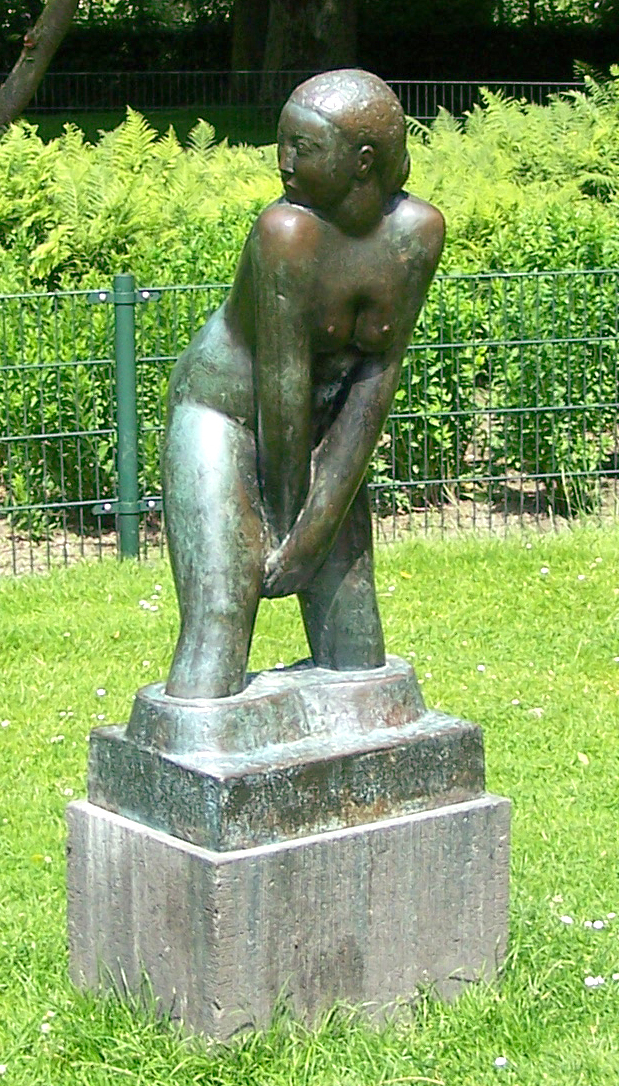
Suzanna (1964), Utrecht